# 河田吉正
河田 吉正（かわた よしまさ、1980年5月23日 - ）は、日本の男性声優。岡山県出身。賢プロダクション所属。オンライン声優養成所・SPOT講師。

## 略歴
スクールデュオ7期生。
幼少期から吟詠家の河田神泉に師事し、語りと歌の魅力を合わせ持つ詩吟文化に親しむ。その後、声で心情を表現する吹替映画の世界に憧れ声優の道に進む。

## 人物
既婚者で一児の父。
趣味はワイン蒐集、料理、妻を喜ばせること。特技は詩吟、岡山弁、バスケットボール。

## 出演
※太字はメインキャラクター

### テレビアニメ
2005年
- こてんこてんこ

2007年
- しゅごキャラ!（2007年 - 2008年、九十九、翔太の父親、芸人、親衛隊、司会者） - 2シリーズ

2008年
- かんなぎ（男子生徒）

2009年
- よくわかる現代魔法
- 初恋限定。(男子部員A)

2010年
- 神のみぞ知るセカイ（バイヤー）
- メタルファイト ベイブレード 爆（スタッフA）
- もっとTo LOVEる -とらぶる-（スタッフ）
- 四畳半神話大系（男子、ほんわか男子B）

2011年
- THE IDOLM@STER（レポーター、編集者、MCA）
- UN-GO（マニアの若者）
- ギルティクラウン（男子）
- ちはやふる（男子生徒、テニス部部員）
- 僕は友達が少ない（男子生徒）
- ロウきゅーぶ!（係員）

2012年
- ギルティクラウン（生徒、男子生徒）
- クイーンズブレイド リベリオン（街人A）
- ダンボール戦機W（手下C）
- 謎の彼女X（高宮、男）

2013年
- ダンボール戦機WARS（嵐山ブンタ）
- リトル・チャロ4 英語で歩くニューヨーク（オリオン）
- ガンダムビルドファイターズ（敵、セバスチャン）

2015年
- 俺物語!!（下級生3）

2025年
- ヴィジランテ-僕のヒーローアカデミア ILLEGALS-（疾風怒濤三兄弟2）

### 劇場アニメ
- 名探偵コナン 水平線上の陰謀（2005年）
- 宇宙ショーへようこそ（2010年）

### ゲーム
2004年
- 解決!オサバキーナ

2005年
- Twelve〜戦国封神伝〜

2009年
- アークライズファンタジア

2010年
- メトロイド アザーエム（連邦検疫官）

2011年
- イナズマイレブンGO シャイン/ダーク（参謀、ゴッドエデン選手B）
- ファイナルファンタジー零式（ピエット）
- ファイナルファンタジーXIII-2

2012年
- アクセル・ワールド -銀翼の覚醒‐
- イナズマイレブンGO2 クロノ・ストーン ネップウ/ライメイ（警官隊員、イングランド兵）
- ガールズRPG シンデレライフ（証城寺京一郎、宇都宮学）

2013年
- 進撃の巨人
- ダンボール戦機ウォーズ（嵐山ブンタ）

2017年
- 巨影都市（浅野耕介）
- ファイアーエムブレム Echoes もうひとりの英雄王（スレイダー）
- ゼルダの伝説 ブレス オブ ザ ワイルド

2018年
- 東京コンセプション（カルラ、ヒガン）

2019年
- 三国志を抱く2（龔景、夏侯淵）

2020年
- Marvel's Avengers（シドニー・“ガフ”・レヴィン）
- VALORANT（サイファー）

2022年
- 魔法使いの夜（蒼崎の父 他）

2023年
- ゼルダの伝説 ティアーズ オブ ザ キングダム

### 吹き替え

#### 映画
- ハリー・ポッターと死の秘宝 PART2
- HERO

#### テレビドラマ
- リトル・ヴォイス（サミュエル〈コルトン・ライアン〉）
- ギルモア・ガールズ
- ナイトライダーNEXT
- ナース・ジャッキー
- HAWAII FIVE-0
- クローザー
- 王女の男

#### アニメ
- カーズ2
- 怪奇ゾーン グラビティフォールズ（ギデオン）
- アベンジャーズ・アッセンブル（インポッシブルマン）
- ハルク:スマッシュ・ヒーローズ（インポッシブルマン）

### 特撮
- 仮面ライダードライブ（2015年、ロイミュード067の声[9]）

### デジタルコミック
- VOMIC
  - 悪魔で候（神崎真）
  - 悪魔とラブソング
  - CRASH!
  - トリコ
- BookLive!公式YouTubeチャンネル
  - あざ婚～あの子が結婚できない理由～（2022年、マサキ[10]、臼井[11]）

### ナレーション
- NHK アーカイブス（施設案内ナレーション）

### ボイスオーバー
- アメリカン・ダンスアイドル（ビリー・ベル）
- マーサ・スチュワート（番組アナウンサー）
- BS世界のドキュメンタリー
- ワールド極限ミステリー
- 米軍エリートへの道
- ハリウッドの銃撃戦
- ビデオゲームの歴史
- エベレスト
- マーサ・スチュワート
- 石油依存からの脱却

### ドラマCD
- 黒子のバスケ DRANA THEATER 2nd GAMES「それがボクたちのバスケです」
- 三千世界の鴉を殺し

### BLCD
- SEXY EFFECT 96
- 黒豹の騎士〜美しき提督の誘惑〜
- ステイゴールド 〜恋のレッスンAtoZ〜
- レオパード白書 2
- キャッスルマンゴー
- 王子と小鳥

### 舞台
- 賢プロ新鮮組公演 注文の多い料理店・セロ弾きのゴーシュ・イソップ寓話 他（中目黒ウッディシアター、2010年5月8日・5月9日）
- 賢プロ新春朗読シアター 怪人二十面相・小林少年 / 明智小五郎・黒蜥蜴（日経ホール、2019年1月13日）